# Ringvassøya
69°54′28″N 19°4′20″Ø / 69.90778°N 19.07222°Ø
Ringvassøya (nordsamisk: Ráneš) er Norges sjette største ø. Øen ligger i kommunerne Karlsøy og Tromsø i Troms og Finnmark fylke.
Navnet kommer af ordet rind for «bjergrygg», øen med fjeldryggene. Her findes Skogsfjordvatnet, Norges største sø på en ø.

## Geologi
Den sydlige del af Ringvassøya består tonalittiske til anorthosittiske og gabbroiske migmatittiske gnejs. En prøve af den tonalitiske gnejs gav en arkaeisk U–Pb zirkon alder på 2841 millioner år.
Det 10 km brede og 30 km lange Ringvassøy grønstensbælte udgør den nordlige del af Ringvassøy og består af forskellige felsiske til mafiske metavulkanske bjergarter. 
Både gnejs og grønsten er gennemskåret af utallige mafiske gange.